# How to Make Movies
How to Make Movies é um filme estadunidense mudo de 1918, escrito, produzido, dirigido e protagonizado por Charles Chaplin.
O filme é uma espécie de documentário que não foi lançado por Chaplin na época de sua realização. É um filme promocional, com a intenção de mostrar ao público o próprio estúdio de Chaplin e o processo de como fazer filmes, no caso, os dele.
Algumas de suas cenas foram reaproveitadas e, enfim, mostradas ao público por Chaplin em seu filme The Chaplin Revue, de 1959.
How to Make Movies inicia de uma maneira um pouco bizarra, mostrando as etapas de construção do estúdio de Chaplin e, depois, as relações entre ele e sua equipe, desde os funcionários até os atores. Também é mostrado o processo de edição, produção e direção feitas pelo próprio.
A considerada melhor parte do filme é quando Chaplin se prepara para encarnar The Tramp. Além do processo de maquiagem, Chaplin dá uma pequena amostra de sua atuação.